# Stazione di Solero
La stazione di Solero è una stazione ferroviaria posta lungo la linea Torino-Genova, al servizio dell'omonimo comune.
Fermano soltanto i treni regionali.